# Powers (série télévisée)
Pour les articles homonymes, voir Powers.
Powers est une série télévisée américaine en vingt épisodes de 42 minutes, basée sur le comics américain Powers, créée par Brian Michael Bendis et Michael Avon Oeming. Initialement prévue pour juin 2012 sur FX, la série a été mise en suspens à la suite du départ de deux acteurs et au remaniement du pilote pour n'être finalement diffusée que depuis le 10 mars 2015, jusqu'au 19 juillet 2016 sur PlayStation Network.
En France, la série est diffusée depuis le 10 mars 2015 sur OCS Choc en VOSTFr. Puis peu après sa première diffusion, elle est diffusée en version française sur cette même chaîne. Elle reste inédite en version française dans tous les autres pays francophones. Elle est depuis peu (2021) disponible en version française, en Belgique sur RTLplay

## Synopsis
Dans un monde où les super-héros font partie du quotidien, les inspecteurs Christian Walker et Deena Pilgrim enquêtent sur des affaires impliquant des personnes ayant des capacités surhumaines. Ils font tous deux partie de la division spéciale, intitulée Powers, créée pour ce genre d'enquête.

## Distribution

### Acteurs principaux
- Sharlto Copley (VF : Philippe Allard) : Christian Walker
- Susan Heyward (VF : Mélanie Dermont) : Deena Pilgrim
- Michelle Forbes (VF : Colette Sodoyez) : Janis / Retro Girl
- Olesya Rulin (VF : Audrey D'Hulstère) : Calista
- Max Fowler (VF : Gauthier de Fauconval) : Krispin Stockley
- Adam Godley (VF : Michelangelo Marchese): le capitaine Cross
- Eddie Izzard (VF : Erwin Grunspan): « Big Bad » Wolfe (saison 1)
- Noah Taylor (VF : Philippe Résimont) : Johnny Royalle (saison 1)
- Michael Madsen (VF : Martin Spinhayer) : Patrick / Supershock (saison 2)
- Logan Browning (VF : Valérie Muzzi) : Zora
- Andrew Sensenig : Triphammer

### Acteurs récurrents
- Aaron Farb : Simons (saison 1)
- Justice Leak (en) (VF : Alexandre Crepet) : lieutenant Kutter
- Phillip DeVona (VF : Sébastien Hébrant) : inspecteur Zabriski (saison 1)
- Johnny Giacalone : Cancilarra (saison 1)
- Pete Burris (VF : Benoît Vandorslaer) : Adlard (saison 1)
- Jeryl Prescott : Golden (saison 1)
- Claire Bronson : Candace Stockley
- Bianca Amato (en) : Delia Alexander
- Michael Lowry : Craig Sherman
- David Ury : Dr Death
- Shelby Steel : Chaotic Chick
- Tricia Helfer : Angela Lange (saison 2)

 Sauf indication contraire, les informations mentionnées dans cette section peuvent être confirmées par la base de données cinématographiques IMDb,  présente dans la section « Liens externes ».

## Production

### Développement
En 2009, Brian Michael Bendis, créateur du comic, annonce le lancement d'un projet d'adaptation en série télévisée pour FX Network.
En février 2011, Michael Dinner est annoncé pour réaliser le pilote, Charles H. Eglee (en) pour écrire le scénario, les sociétés Sony Pictures Television et FX Network, la coproduction,.
En novembre 2011, FX a annoncé que le pilote va être retravaillé car plus de scripts ont été commandés. Une décision de refonte de la distribution est aussi prévue. De son côté, Brian Michael Bendis a précisé que les nouvelles prises prévues pour janvier 2012 allaient être ajoutées au pilote.
En avril 2012, deux acteurs confirment leur départ de la série et que tous les acteurs avaient été libérés de leurs contrats, mais l'écriture de nouveaux scripts se poursuit et la refonte du casting est examinée par la chaîne FX.
En janvier 2013, Brian Michael Bendis et le président de FX ont tous deux mentionné que la série avait pris une toute nouvelle direction d'intrigue. Le pilote d'origine et l'écriture déjà effectuée ont été annulés.
En mars 2014, Sony Pictures Television annonce son intention de reprendre la série pour une diffusion sur PlayStation Network courant décembre 2014,.
En janvier 2015, Brian Michael Bendis annonce que la série a eu une commande de dix épisodes.
Le 6 mai 2015, The Hollywood Reporter annonce que Sony a renouvelé la série pour une deuxième saison.
Le 3 août 2016, la série est annulée.

### Casting
En mai 2011, Charles S. Dutton est le premier acteur à être choisi pour interpréter le capitaine Cross.
En juin 2011, l'actrice Lucy Punch est choisi pour interpréter le rôle de Deena Pilgrim et l'acteur Jason Patric est choisi pour le premier rôle, Christian Walker. Puis, les actrices Carly Foulkes (Retro Girl) et Bailee Madison (Calista), Alona Tal (?) ont obtenu un rôle principal.
En juillet 2011, l'acteur Titus Welliver (Triphammer) a été choisi pour rejoindre la distribution de la série, suivi de Vinnie Jones (Johnny Royale).
Entre mars et avril 2012, deux acteurs confirment leur départ. Lucy Punch a abandonné le projet, peu après avoir décroché un rôle dans la sitcom américaine Ben and Kate et Khary Payton, un rôle dans la sitcom américaine Go On, quittant aussi le projet.
Après une mise en attente du projet, en mars 2014, la série est relancée. En juillet de la même année, la nouvelle distribution est annoncée avec Susan Heyward, Max Fowler et Adam Godley pour interpréter respectivement les rôles de Deena Pilgrim, Krispin Stockley et du capitaine Cross.
En août 2014, Eddie Izzard, Noah Taylor et Olesya Rulin sont choisis pour interpréter respectivement les rôles de « Big Bad » Wolfe, Johnny Royalle et Calista. Le même mois, Sharlto Copley est annoncé pour reprendre le premier rôle de Christian Walker et Michelle Forbes celui de Retro Girl.

### Tournage
En juin 2011, Brian Michael Bendis a annoncé le début du tournage du premier pilote à Chicago dans l'Illinois, aux États-Unis mais a été repoussé à la mi-juillet 2011 et s'est terminé fin août 2011.

### Diffusions
Aux États-Unis, la première saison a été diffusée du 10 mars 2015 au 28 avril 2015 et la seconde du 31 mai 2016 au 19 juillet 2016.

### Fiche technique
- Titre original et français : Powers
- Création : Brian Michael Bendis et Michael Avon Oeming
- Réalisation : David Petrarca
- Scénario : Remi Aubuchon, Brian Michael Bendis, Allison Moore et Julie Siege
- Direction artistique : Eric R. Johnson
- Décors : Jacqueline Jacobson Scarfo
- Costumes : Christine Jordan
- Photographie : Jan Richter-Friis
- Montage : Niven Howie
- Musique : Jeff Rona
- Casting : Mele Nagler
- Production :
- Production exécutive : Remi Aubuchon, Charlie Huston, Brian Michael Bendis, Michael Avon Oeming, David Engel
- Sociétés de production : Sony Pictures Television et Circle of Confusion
- Sociétés de distribution : PlayStation Network
- Pays d'origine :  États-Unis
- Langue originale : anglais
- Format : couleur - 1,78:1 - son Dolby Digital
- Genre : policière, science-fiction
- Durée : 42 minutes

 Sauf indication contraire, les informations mentionnées dans cette section peuvent être confirmées par la base de données cinématographiques IMDb,  présente dans la section « Liens externes ».

## Épisodes

### Première saison (2015)

#### Épisode 1:Être un Powers ou ne pas être
- États-Unis : 10 mars 2015 sur PlayStation Network[32],[3]
- France : 
  - 10 mars 2015 sur OCS Choc[4],[33] (en VOSTFr)
  - prochainement (en VF)

#### Épisode 2:Les Retrouvailles
- États-Unis : 10 mars 2015 sur PlayStation Network
- France : 10 mars 2015 sur OCS Choc[33] (en VOSTFr)

#### Épisode 3:L’Expérience
- États-Unis : 10 mars 2015 sur PlayStation Network
- France : 10 mars 2015 sur OCS Choc[33] (en VOSTFr)

#### Épisode 4:Le Retour du fléau
- États-Unis : 17 mars 2015 sur PlayStation Network
- France : 17 mars 2015 sur OCS Choc[33] (en VOSTFr)

#### Épisode 5:Héros
- États-Unis : 24 mars 2015 sur PlayStation Network
- France : 24 mars 2015 sur OCS Choc[33] (en VOSTFr)

#### Épisode 6:Le Conteur d'histoire
- États-Unis : 31 mars 2015 sur PlayStation Network
- France : 31 mars 2015 sur OCS Choc[33] (en VOSTFr)

#### Épisode 7:Le diable est un menteur
- États-Unis : 7 avril 2015 sur PlayStation Network
- France : 7 avril 2015 sur OCS Choc[33] (en VOSTFr)

#### Épisode 8:Incontrôlables
- États-Unis : 14 avril 2015 sur PlayStation Network
- France : 14 avril 2015 sur OCS Choc[33] (en VOSTFr)

#### Épisode 9:Le Niveau 13
- États-Unis : 21 avril 2015 sur PlayStation Network
- France : 21 avril 2015 sur OCS Choc[33] (en VOSTFr) (en VOSTFr)

#### Épisode 10:Naissance d’une Powers
- États-Unis : 28 avril 2015 sur PlayStation Network[34]
- France : 28 avril 2015 sur OCS Choc[35] (en VOSTFr)

### Deuxième saison (2016)

#### Épisode 1:Le monde pleure Retrogirl
- États-Unis : 31 mai 2016 sur PlayStation Network
- France : 1er juin 2016 sur OCS Choc (en VOSTFr)

#### Épisode 2:Les Funérailles du Siècle
- États-Unis : 31 mai 2016 sur PlayStation Network
- France : 1er juin 2016 sur OCS Choc (en VOSTFr)

#### Épisode 3:Nuit de Terreur
- États-Unis : 31 mai 2016 sur PlayStation Network
- France : 1er juin 2016 sur OCS Choc (en VOSTFr)

#### Épisode 4:Faux Semblant
- États-Unis : 7 juin 2016 sur PlayStation Network
- France : 8 juin 2016 sur OCS Choc (en VOSTFr)

#### Épisode 5:Qui sème le Vent
- États-Unis : 14 juin 2016 sur PlayStation Network
- France : 15 juin 2016 sur OCS Choc (en VOSTFr)

#### Épisode 6:Requiem
- États-Unis : 21 juin 2016 sur PlayStation Network
- France : 22 juin 2016 sur OCS Choc (en VOSTFr)

#### Épisode 7:Origines
- États-Unis : 28 juin 2016 sur PlayStation Network
- France : 29 juin 2016 sur OCS Choc (en VOSTFr)

#### Épisode 8:La Chasse aux Fantômes
- États-Unis : 5 juillet 2016 sur PlayStation Network
- France : 6 juillet 2016 sur OCS Choc (en VOSTFr)

#### Épisode 9:Folie Meurtrière
- États-Unis : 12 juillet 2016 sur PlayStation Network
- France : 13 juillet 2016 sur OCS Choc (en VOSTFr)

#### Épisode 10:L’Héritage
- États-Unis : 19 juillet 2016 sur PlayStation Network
- France : 20 juillet 2016 sur OCS Choc (en VOSTFr)

## Univers de la série

### Personnages
Simons à les mêmes pouvoirs que le super-héro "Multiples-Man"

### Les pouvoirs
Les personnes avec des pouvoirs sont appelés "Powers".
Les pouvoirs sont apparus naturellement chez les humains depuis plusieurs années dans la série et ce pour des raisons non expliquées. Ils apparaissent la plupart du temps naturellement vers l'adolescence. Cependant, une rumeur circule expliquant qu'une personne sans pouvoir peut en obtenir temporairement par un rapport sexuel avec un Power.
Les pouvoirs sont classifiés par niveau de puissance, allant de 1 (le plus faible) à 10 (le plus fort connu actuellement), leur niveau pouvant être déterminé par l'Unité des Powers.
Il existe cependant des personnes sans pouvoirs avec des capacités spéciales, comme Triphammer avec une armure bionique, ou le gang des Hacks, des cyborgs modifiés qui sont pourtant considérés comme Powers par les autres personnages.

### Analyse
La série aborde le thème du superhéroïsme d'une façon tantôt classique (notamment par le style rétro des super-costumes), tantôt iconoclaste et plus adulte.
En effet, le point de vue "à échelle humaine" adopté par les personnages insiste sur la brutalité de ce monde - souvent idéalisé et aseptisé - où les dégâts collatéraux occasionnés les combats de rue ont un réel impact sur la population, et font de Los Angeles une zone de guerre quasi-permanente.
La réalisation n'hésite pas, pour ce faire, à se risquer à l'utilisation d'images crues - se rapprochant en cela du cinéma d'horreur - au point d'en faire un élément central de la série.
En montrant un système au bord de l'implosion - où être un Power revient à porter en permanence une arme de guerre sur soi - la série interroge également sur le rôle et la responsabilité du pouvoir, ici illustré explicitement par le don surnaturel. Cette crainte atteint son paroxysme avec la théorie messianique de Triphammer sur la naissance proche du Black Swann: un Power assez puissant pour anéantir le monde à lui seul.
Plusieurs personnages de la série, incarnés par le mouvement contestataire Kaotic Chic, décrient également que le modèle social des superhéros cache en réalité un marché juteux basé sur la vente de produits dérivés, ou les célébrités et starlettes du monde réel sont ici supplantés par des Héros idéalisés par la population, bien qu'ayant en réalité les mêmes faiblesses psychologiques - voire psychiatriques - que n'importe quel être humain.

## Produits dérivés

### Sorties DVD et disques Blu-ray
Aux États-Unis, l'intégrale de la première saison est sortie en coffret DVD et Blu-ray le 14 juillet 2015, édité par Sony Pictures Entertainment. Composés de trois disques, la version française est aussi présente dans ces coffrets.
En France, l'intégrale de la première saison est sortie en coffret DVD + copie digitale le 16 septembre 2015, édité par Sony Pictures Entertainment et composée de trois disques contenant la version française et la version originale sous-titrée.

## Accueil

### Accueil critique
La série a reçu une moyenne de 5,5/10 sur le site Sens Critique et l'agrégateur de critiques Rotten Tomatoes lui donne un score de 48 % d'avis favorables, avec un score moyen de 5.48/10.
Si l'univers de la série retient par son originalité par rapport aux habituelles histoires de super-héros (les super héros ne sont pas uniques et exceptionnels, au contraire, ils sont banals car nombreux et sont traités sous l'angle de leur impact sur la société des "ordinaires"), l'histoire est généralement considérée comme mal ficelée (exposition des enjeux bâclée, manque de finesse des personnages, etc.),.